# Восемь лянов золотом
«Восемь лянов золотом» (иер. трад. 八兩金, кант.-рус.: Ба лян цзинь, англ. Eight Taels of Gold) — гонконгская драма 1989 года, режиссёр Мэйбел Чун. Главные роли исполнили Саммо Хун и Сильвия Чан.
Картина получила 7 номинаций на 9-й Гонконгской кинопремии. Фильм завоевал победу в номинации «Лучшая музыка» (Ричард Ло, Ло Та-Юй).

## Сюжет
«Стройный» Ченг (Саммо Хун) покинул Китай 10 лет назад и эмигрировал в США. На чужбине Ченг так и не добился успеха — он работает таксистом и по-прежнему плохо говорит по-английски. Он отправляется домой, чтобы проведать родственников, которым всё это время не разу не написал. В родном городе выясняется, что его родители и беременная сестра уехали в другой округ. Ченг отправляется туда, взяв в попутчицы землячку (Сильвия Чан), которую в тех краях ждёт жених — ещё один китаец, когда-то уехавший в США.

## В ролях
- Саммо Хун — «Стройный» Ченг
- Сильвия Чан — попутчица Ченга
- Лоуренс Амон
- Фэй Чу
- Гу Фай

## Награды и номинации
| Награды                    | Награды                    | Награды              | Награды   |
| Кинопремия                 | Категория                  | Лауреат / претендент | Результат |
| -------------------------- | -------------------------- | -------------------- | --------- |
| 9-я Гонконгская кинопремия | Лучший фильм               | Восемь лянов золотом | Номинация |
| 9-я Гонконгская кинопремия | Лучшая режиссёрская работа | Мэйбел Чун           | Номинация |
| 9-я Гонконгская кинопремия | Лучший сценарий            | Мэйбел Чун, Алекс Ло | Номинация |
| 9-я Гонконгская кинопремия | Лучшая мужская роль        | Само Хун             | Номинация |
| 9-я Гонконгская кинопремия | Лучшая женская роль        | Сильвия Чан          | Номинация |
| 9-я Гонконгская кинопремия | Лучшая операторская работа | Билл Вон             | Номинация |
| 9-я Гонконгская кинопремия | Лучшая музыка              | Ричард Ло, Ло Таюй   | Победа    |